# Tchéka (Espagne)
Pour les articles homonymes, voir Tchéka (homonymie) et Checa (homonymie).
Une tchéka (en espagnol et occasionnellement en français : checa ou cheka) est une installation alégale utilisée par le camp républicain pour détenir, interroger, torturer ou procéder à des exécutions sommaires de sympathisants du camp franquiste (ou « nationaliste ») durant la guerre d'Espagne,,.
Le terme a été forgé par la presse et la propagande du camp nationaliste en référence à la Tchéka, police politique de l'Union soviétique. L'existence de checas dans la zone dominée par le camp franquiste a également été établie (on parle alors de checas azules, « checas bleues »), par exemple à Séville dans la rue Jesús del Gran Poder. L'usage de ce terme a été critiqué dans certains travaux récents, en raison de la différence fondamentale entre ces installations parfois plus ou moins improvisées et d'initiative locale, et l'ancienne institution soviétique qui reposait sur un réseau solidement organisé,.